# Kleinbahn Winsen–Evendorf–Hützel
Die Kleinbahn Winsen–Evendorf–Hützel, abgekürzt WEH, war ein als GmbH firmierter Betreiber der Bahnstrecke Winsen–Hützel und verkehrte seit dem 20. Juli 1906 zunächst bis Egestorf, dann ab 8. Juli 1910 bis Hützel. Erst 1913 war über die Kleinbahn Lüneburg–Soltau auch eine Weiterfahrt nach Soltau möglich. Die auch „Luhebahn“ genannte Strecke stellte quer durch die Lüneburger Heide von der Hauptbahn Hamburg–Lüneburg zur Bahnstrecke Lüneburg–Soltau (Kleinbahn Lüneburg–Soltau) eine Verbindung her.
Die Kleinbahn hatte die Betriebsführung für die Bahnstrecke Winsen–Niedermarschacht (Kleinbahn Winsen–Niedermarschacht) inne und stellte deren Fahrzeuge und Personal.
Ab 1933 hatte das Niedersächsische Landeskleinbahnamt die Betriebsführung inne. Am 1. Januar wurden die beiden Winsener Kleinbahnen zur Winsener Eisenbahngesellschaft GmbH zusammengeschlossen.
Mit der Gründung der Osthannoverschen Eisenbahnen AG verlor die Kleinbahn am 10. Juli 1944 ihre Selbständigkeit.